# Parcs à Chicago

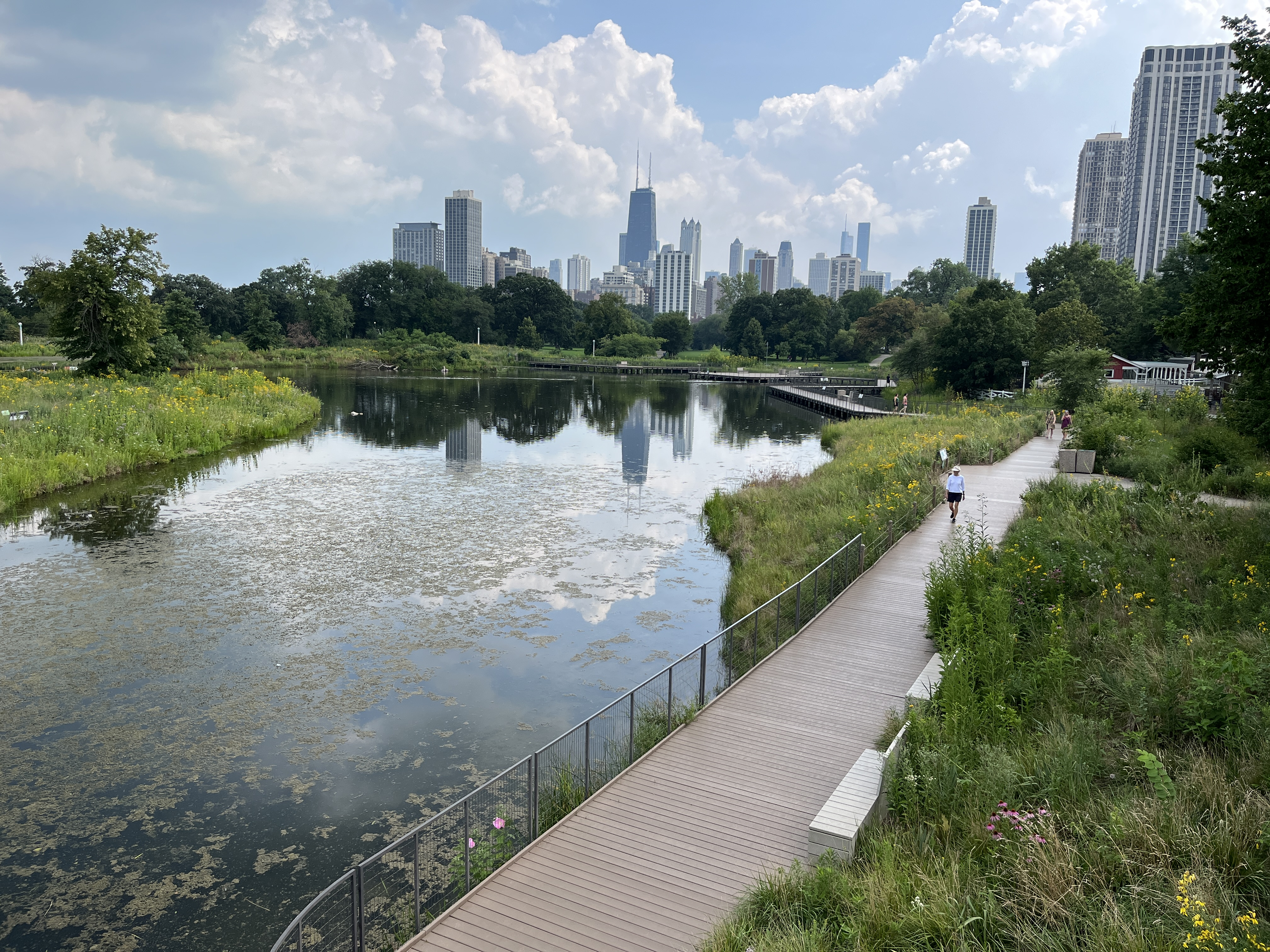
Lincoln Park est le parc urbain public le plus vaste de la ville de Chicago. D'une superficie de 4.9 km2, il comprend un jardin botanique, un parc zoologique et un musée d'histoire, ce qui en fait le deuxième parc municipal le plus visité des États-Unis après Central Park.

Cet article traite des parcs de la ville de Chicago, dans l'État de l'Illinois, aux États-Unis. Chicago est la deuxième ville des États-Unis par le nombre de parcs et d'espaces verts après New York. La commune compte environ 570 parcs municipaux couvrant une superficie de plus de 7 300 acres d'espaces verts à travers toute la ville (soit 30 km2 ; 8,5 % du territoire municipal). La majorité d'entre eux sont sous la responsabilité du Chicago Park District.
Les nombreux espaces verts du système des parcs de Chicago sont complétés par les réserves forestières du comté de Cook (Forest Preserves of Cook County), un réseau d'espaces naturels ouverts et administré séparément du Chicago Park District contenant des forêts, des prairies, des marais, des zones humides, des ruisseaux et des lacs, qui sont réservés comme zones naturelles le long de la périphérie de la ville (principalement dans sa partie nord-ouest à proximité de l'aéroport international O'Hare).

## Historique

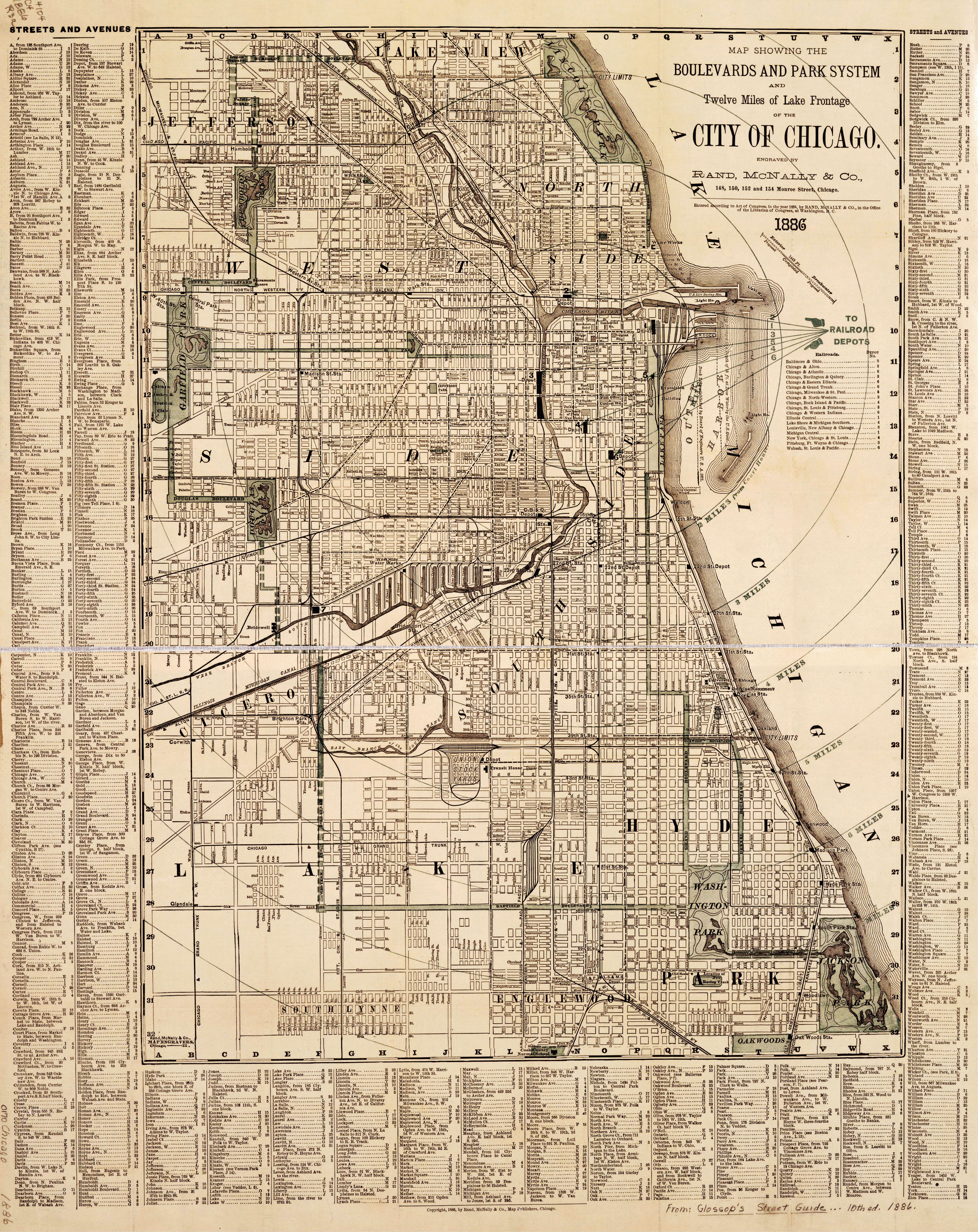
Carte de la ville de Chicago détaillant les principaux parcs et dix-neuf kilomètres de front de lac (1886).

Quand Chicago s'incorpora en tant que municipalité durant l'année 1833, elle choisit la devise « Urbs in Horto », une expression latine qui signifie la « ville dans un jardin ». Avec sa croissance démographique qui explosa au milieu du XIXe siècle, la demande d'espaces publics augmenta dans la population, mais le conseil municipal de Chicago ne fit pas grand-chose pour y répondre. Au lieu de cela, les investisseurs immobiliers réalisèrent que de petites places publiques pouvaient augmenter la valeur de leur propriété. En 1842, le Washington Square Park devint le premier de ces projets, développé par l'American Land Company. D'autres projets similaires furent réalisés avec Goudy Square Park en 1847 et Union Park en 1853. Bien que le comté de Cook accepta d'allouer un grand parc dans le South Side en 1857, ces plans furent annulés deux ans plus tard, et les protestations du public recommencèrent.
La deuxième attribution à grande échelle de parcs à Chicago a eu lieu en 1860, lorsqu'une grande partie du cimetière de la ville fut reconvertie comme parc. Cela était dû aux préoccupations de John Henry Rauch concernant l'impact possible sur la santé publique de la présence d'un grand cimetière au bord du lac Michigan. Ce nouveau parc fut nommé « Lake Park » ; toutefois, en raison de la confusion qui régna autour de son nom, il fut rebaptisé « Lincoln Park » en 1865 en l'honneur d'Abraham Lincoln, seizième président des États-Unis, mort assassiné le 15 avril de cette même année à Washington, D.C., la capitale fédérale.

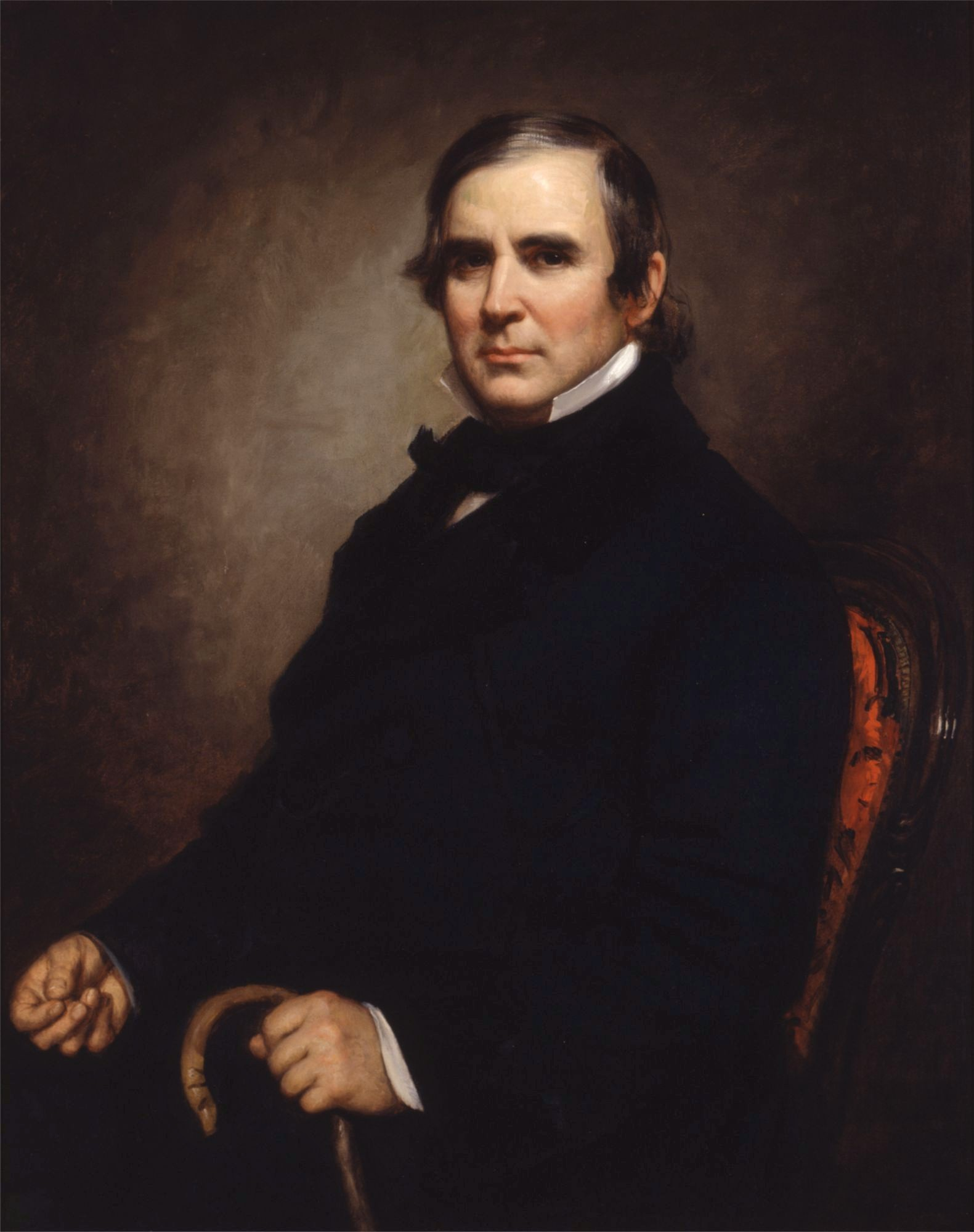
William Butler Ogden, premier maire de Chicago (élu en 1837), défendait l'idée de créer de grands espaces verts à travers la ville.

Les transformations de Paris sous le Second Empire par Napoléon III et le baron Haussmann ainsi que le Greensward Plan pour Central Park à New York dans les années 1850 et 1860 attirèrent l'attention sur le rôle que les parcs pouvaient jouer dans le développement urbain. William Butler Ogden, le premier maire de Chicago, plaida en faveur d'un projet de loi de l'État visant à créer des parcs dans le South Side. Bien qu'initialement rejeté lorsqu'il fut proposé en 1868, l'Assemblée générale de l'Illinois accepta ce plan en 1869. L'objectif fut de répartir les parcs en cercles concentriques (chacun espacé d'environ 1,6 km) autour du centre-ville.
En 1891, J. Frank Foster (1852-1926) devint le surintendant du système des parcs du sud de Chicago (Chicago South Park System). Il préconisa l'extension des parcs dans les quartiers ouvriers de South Side (quartiers sud). Ces parcs, généralement plus petits, furent néanmoins dotés de terrains de jeu et d'autres installations, notamment des bâtiments de type « Fieldhouse » (« gymnase »). Ces aménagements offrirent toutes sortes d'espaces de loisirs et de services aux habitants des quartiers environnants. Les architectes paysagistes Frederick Law Olmsted Jr. et son frère John Charles Olmsted, de la firme Olmsted Brothers, conçurent beaucoup des premiers « parcs de quartier » qui influencèrent considérablement la façon de concevoir les parcs à travers les États-Unis.
En 1909, le Plan de Chicago (aussi appelé « Plan Burnham ») fut un vaste plan de restructuration urbaine de la ville initié par la municipalité dans les années 1900. Le Plan fut conduit par les architectes paysagistes et urbanistes Daniel Burnham et Edward H. Bennett. En 1871, à la suite du Grand incendie de Chicago qui ravagea le centre de Chicago et ses quartiers limitrophes, le maire de Chicago Fred A. Busse et les membres du conseil municipal décidèrent de reconstruire la ville sur des critères modernes. De nombreux parcs de Chicago virent le jour durant cette période comme Jackson Park, l'un des plus beaux parcs de South Side, le célèbre Grant Park au cœur de la ville, et Burnham Park pour ne citer qu'eux.
En 1934, les 22 commissions qui furent chargées de la gestion des parcs et des espaces verts de Chicago fusionnèrent pour former un nouveau système unifié, et Palmer Park (du nom de l'entrepreneur Potter Palmer) fut le premier à intégrer la nouvelle entité connue aujourd'hui sous le nom de Chicago Park District (« district des parcs de Chicago »).

## Présentation

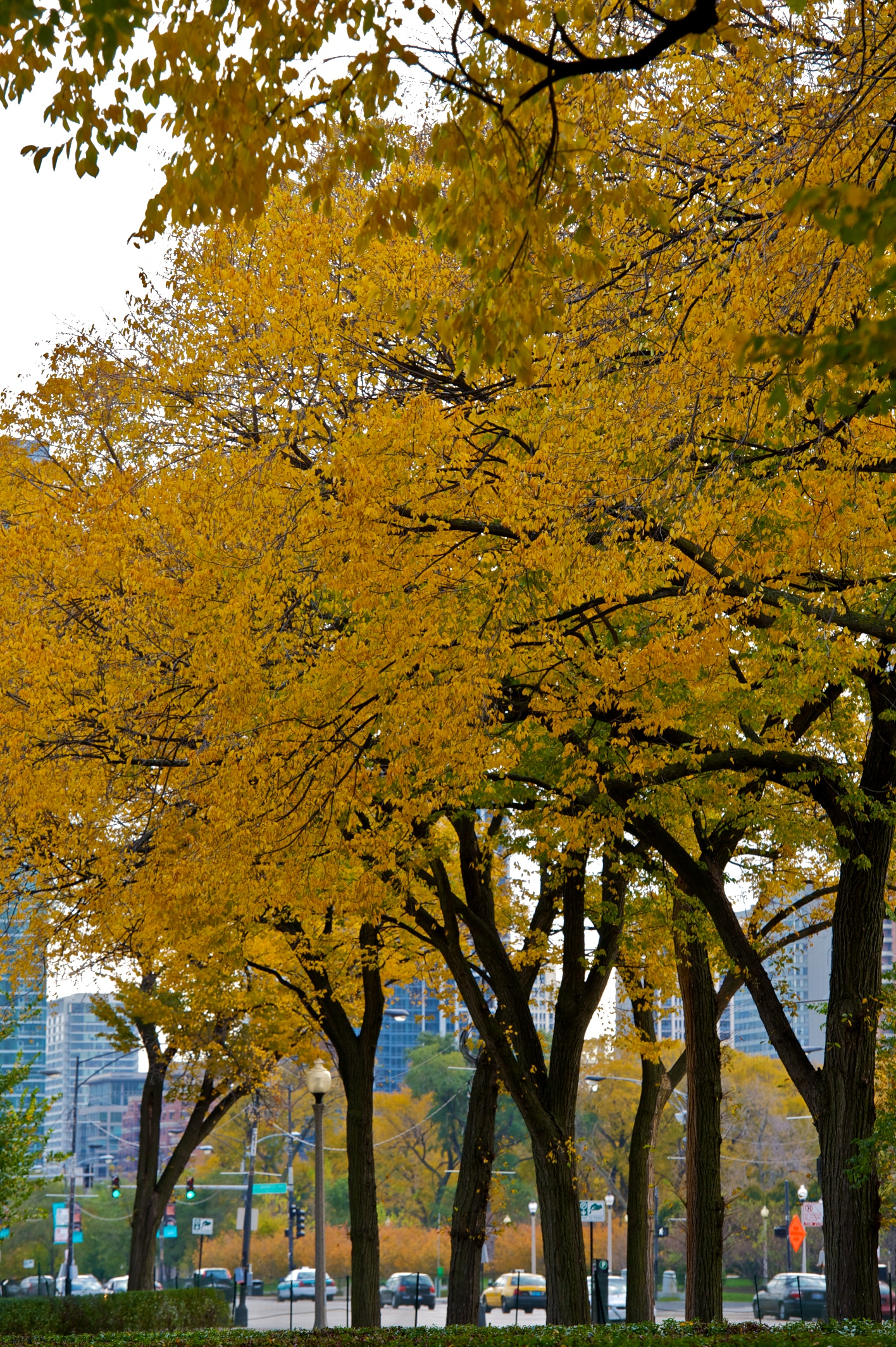
Rangée d'arbres à Grant Park durant l'automne.

Aujourd'hui, Chicago est la deuxième ville après New York à posséder le plus de parcs et d'espaces verts aux États-Unis, totalisant 570 parcs municipaux, soit plus de 30 km2 de verdure, mais aussi 33 plages, 16 lagunes historiques, 9 ports de plaisance en bordure du lac Michigan, 86 piscines, 90 aires de jeux, 230 gymnases, 66 centres de fitness, 9 patinoires, 11 musées, un parc zoologique et 2 jardins botaniques, ce qui fait du Chicago Park District le plus grand système urbain de gestion et d'entretien d'espaces verts de la nation.
Grant Park est un vaste parc public d'une superficie de 1,29 km2 situé dans la partie Est du secteur financier du Loop. On y trouve l'Art Institute of Chicago (deuxième plus grand musée d'art des États-Unis après le Metropolitan Museum of Art de New York) et la célèbre Buckingham Fountain (une fontaine interactive monumentale). De 1999 à 2004, Grant Park a subi d'importants travaux d'aménagements dans sa partie nord-ouest pour accueillir l'un des lieux les plus attractifs de la ville : le Millennium Park (le « parc du millénaire ») qui connaît un véritable attrait populaire depuis son ouverture. Créé à l'initiative du maire de Chicago Richard M. Daley, le Millennium Park s'étend sur 99 000 m2 et s'étend le long de Michigan Avenue à l'ouest et Colombus Drive à l'est. Le projet a été lancé en octobre 1997 et les travaux ont duré de juin 1999 à juillet 2004. Le Millennium Park fait partie intégrante de Grant Park, l'un des plus grands jardins publics de Chicago. Il est spécifiquement dédié à l'architecture (déconstructivisme) et à l'art contemporain (sculptures monumentales). Il comprend de nombreux aménagements publics tels qu'une patinoire, un théâtre et des promenades. Le Millennium Park comprend plusieurs attractions qui attirent de nombreux touristes et Chicagoans dont la Cloud Gate, le pavillon Jay Pritzker, la Crown Fountain, la passerelle BP, le McCormick Tribune Plaza & Ice Rink et le théâtre Harris. L'ensemble du Millennium Park est sous la gestion du Département des affaires culturelles de la ville de Chicago (Chicago Department of Cultural Affairs and Special Events ; DCASE).

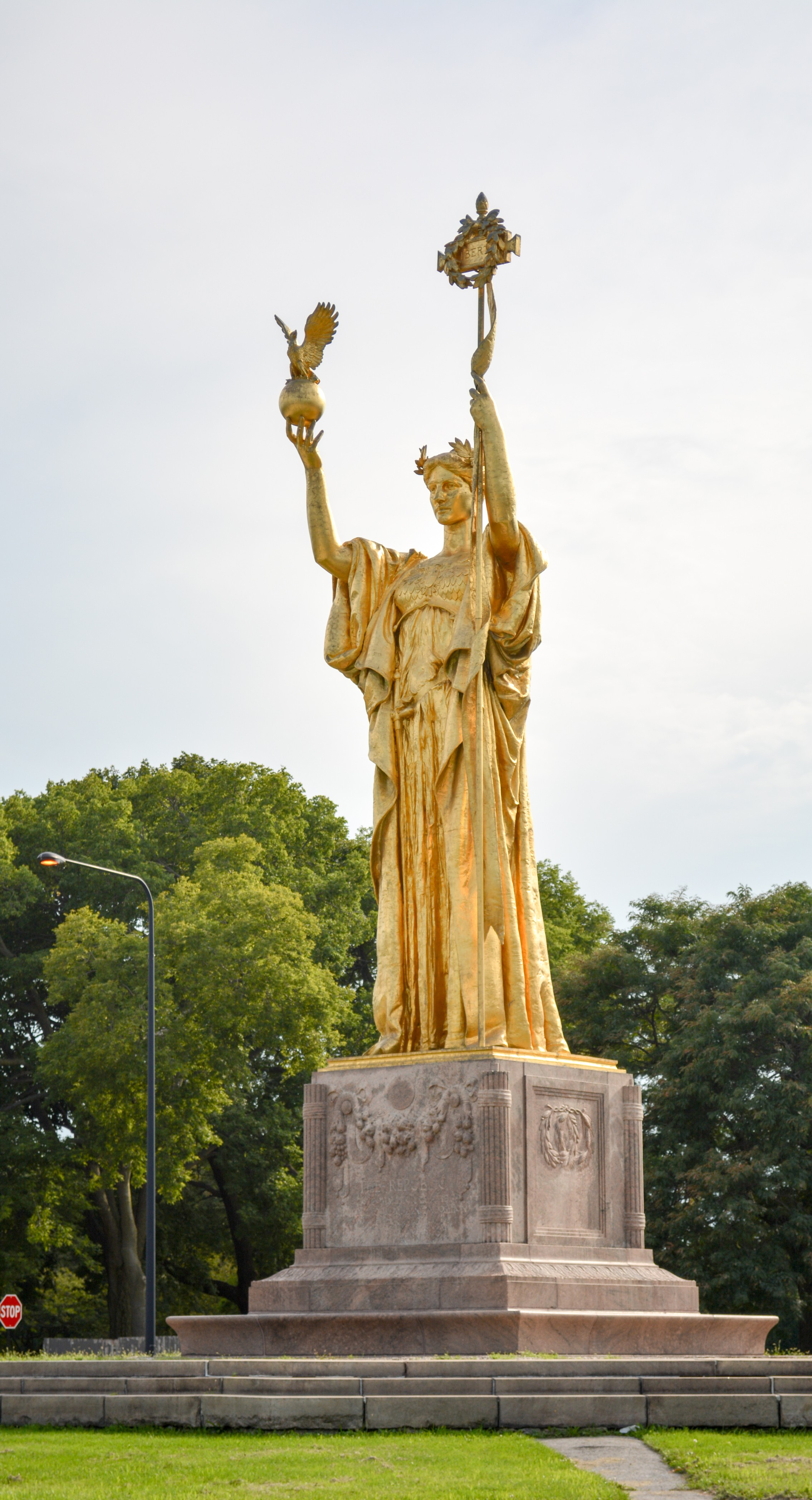
La statue de la République à Jackson Park.

Jackson Park, l'un des plus beaux parcs et des plus populaires de la ville, s'étend sur une superficie d'environ 2,2 km2 et se trouve à cheval sur les secteurs de Woodlawn et Hyde Park dans le South Side, entre le lac Michigan à l'est et l'université de Chicago à l'ouest. Jackson Park voit le jour grâce à l'entrepreneur Paul Cornell. Nommé en l'honneur d'Andrew Jackson (1767-1845), le septième président des États-Unis, le parc a été aménagé en 1869 par Frederick Law Olmsted et Calvert Vaux, les concepteurs de Central Park à New York.
Jackson Park est connu pour abriter le musée des Sciences et de l'Industrie (MSI) et la statue de la République, œuvre du sculpteur Henry Bacon qui fut érigée en 1918 pour la célébration du 25e anniversaire de l'Exposition universelle de 1893 (World's Columbian Exposition) et du centenaire de l'État de l'Illinois. Le parc, qui abrite le jardin japonais de « Garden of the Phoenix », est très prisé des touristes et des résidents pour sa proximité avec les plages. Il héberge plus d'une vingtaine d'espèces d'oiseaux dont des Passerins indigo et une population de perruches veuves (des petits perroquets verts qui furent apprivoisés dans les années 1960). Jackson Park est relié à Washington Park via Midway Plaisance (à l'ouest) et à Grant Park via Burnham Park (au nord). Conformément au canal qu'Olmsted voulut ériger entre les deux parcs, une excavation fut construite le long de Midway Plaisance mais la ville ne donna pas son accord pour que l'eau y passe.
Situé juste au nord de Jackson Park, Harold Washington Park s'étend sur 4,4 hectares et se trouve au 5200 South Hyde Park Blvd dans le secteur de Hyde Park. Créé et financé par l'entrepreneur Paul Cornell, le parc est surtout connu pour ses nids de perruches veuves d'Amérique du Sud. Il est délimité par East 53rd Street au sud, South Hyde Park Boulevard à l'ouest et la voie rapide de Lake Shore Drive à l'est. En 1992, la ville de Chicago renomma le parc en l'honneur de Harold Washington (1922-1987), résident de longue date de Hyde Park et premier maire afro-américain de Chicago.
Attenant au Grant Park, dans son coin sud-est, le Museum Campus (parfois appelé Museum Park ; en français « parc des musées ») est un espace vert d'une superficie de 23 hectares situé entre le lac Michigan à l'est, la voie rapide de Lake Shore Drive à l'ouest, et le stade de Soldier Field au sud, dans le secteur de Near South Side. Il fut créé dans les années 1990 par le Chicago Park District pour mettre en valeur le cadre de ces trois institutions en parc boisé aménagé de plusieurs promenades. Les musées, tous dédiés aux sciences naturelles, figurent parmi les destinations les plus prestigieuses de la ville : le planétarium Adler, le musée Field d'Histoire Naturelle et l'aquarium John G. Shedd.

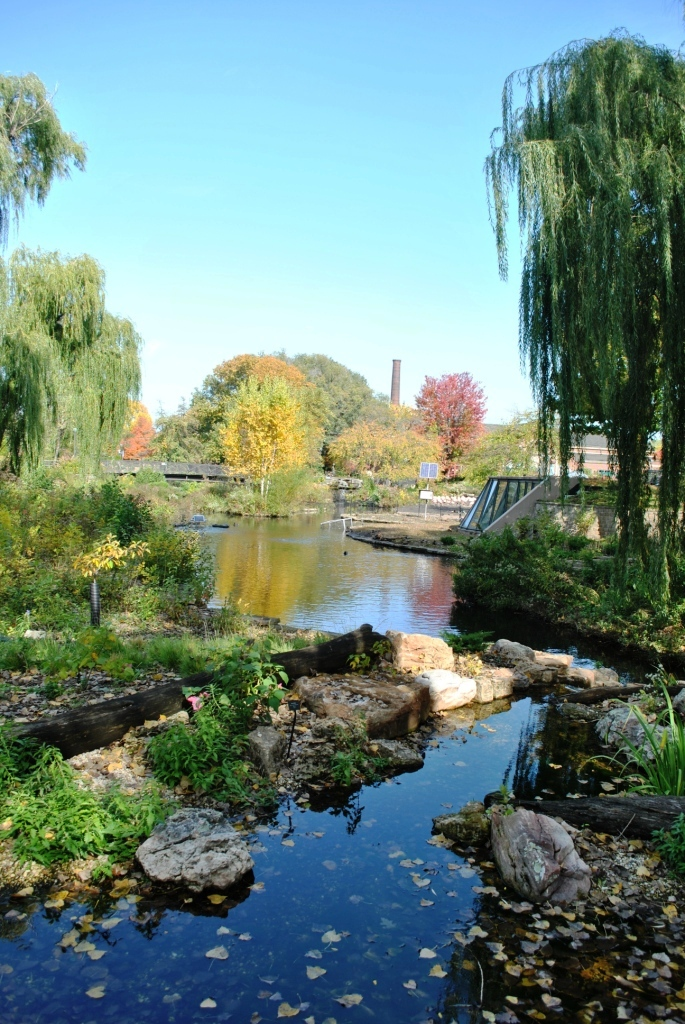
Plan d'eau à Lincoln Park.

Visité chaque année par plus de 20 millions de personnes, Lincoln Park est le deuxième parc urbain le plus visité des États-Unis après Central Park. D'une superficie de 4,9 km2, il est le parc le plus vaste de la ville de Chicago et s'étend sur 11 km de long en bordure du lac Michigan. Lincoln Park comprend de nombreuses attractions, dont le jardin botanique de Lincoln Park (Lincoln Park Conservatory), le zoo de Lincoln Park (Lincoln Park Zoo) et le musée d'histoire de Chicago (Chicago History Museum), ainsi que des installations récréatives incluant des terrains de baseball, des terrains de basket-ball, des terrains de softball et des terrains de football, des courts de tennis, des terrains de volley et un parcours de golf. Le mémorial de Lincoln Monument, une sculpture monumentale dédiée au président Abraham Lincoln, fut érigé en 1887 par Augustus Saint-Gaudens dans le sud du parc.
Le parc comprend également un certain nombre d'installations portuaires et de navigation, ainsi que plusieurs plages publiques prisées durant la période estivale par les résidents. La partie de Lincoln Park connue sous le nom de « Alfred Caldwell Lily Pool » a été désignée Chicago Landmark en 2002 puis a été ajoutée sur le prestigieux Registre national des lieux historiques et sur la liste des National Historic Landmark en 2006.
On peut également citer Garfield Park, un autre parc de Chicago connu pour abriter le jardin botanique de Garfield Park, l'un des plus grands conservatoires de plantes des États-Unis. Aménagé par William Le Baron Jenney (architecte de l'École de Chicago et concepteur du Home Insurance Building, premier bâtiment à être appelé un « gratte-ciel »), le conservatoire occupe une surface d'environ 18 000 m2 et contient une grande variété de plantes rares et d'arbres provenant du monde entier. D'une superficie de 2,42 km2, Burnham Park s'étend tout en longueur sur 9,66 km en bordure du lac Michigan et abrite certaines structures municipales d'importance, telles que le stade multifonction de Soldier Field (un des plus importants des États-Unis, avec une capacité d'accueil de 63 500 places) et le centre de convention du McCormick Place (le plus important d'Amérique du Nord). Nommé en l'honneur de Daniel Burnham, célèbre architecte de Chicago responsable de plusieurs bâtiments notables de la ville, Burnham Park commence à la frontière sud du Museum Campus (le « parc des musées ») et se termine à la frontière nord-est de Jackson Park en passant par Promontory Point.

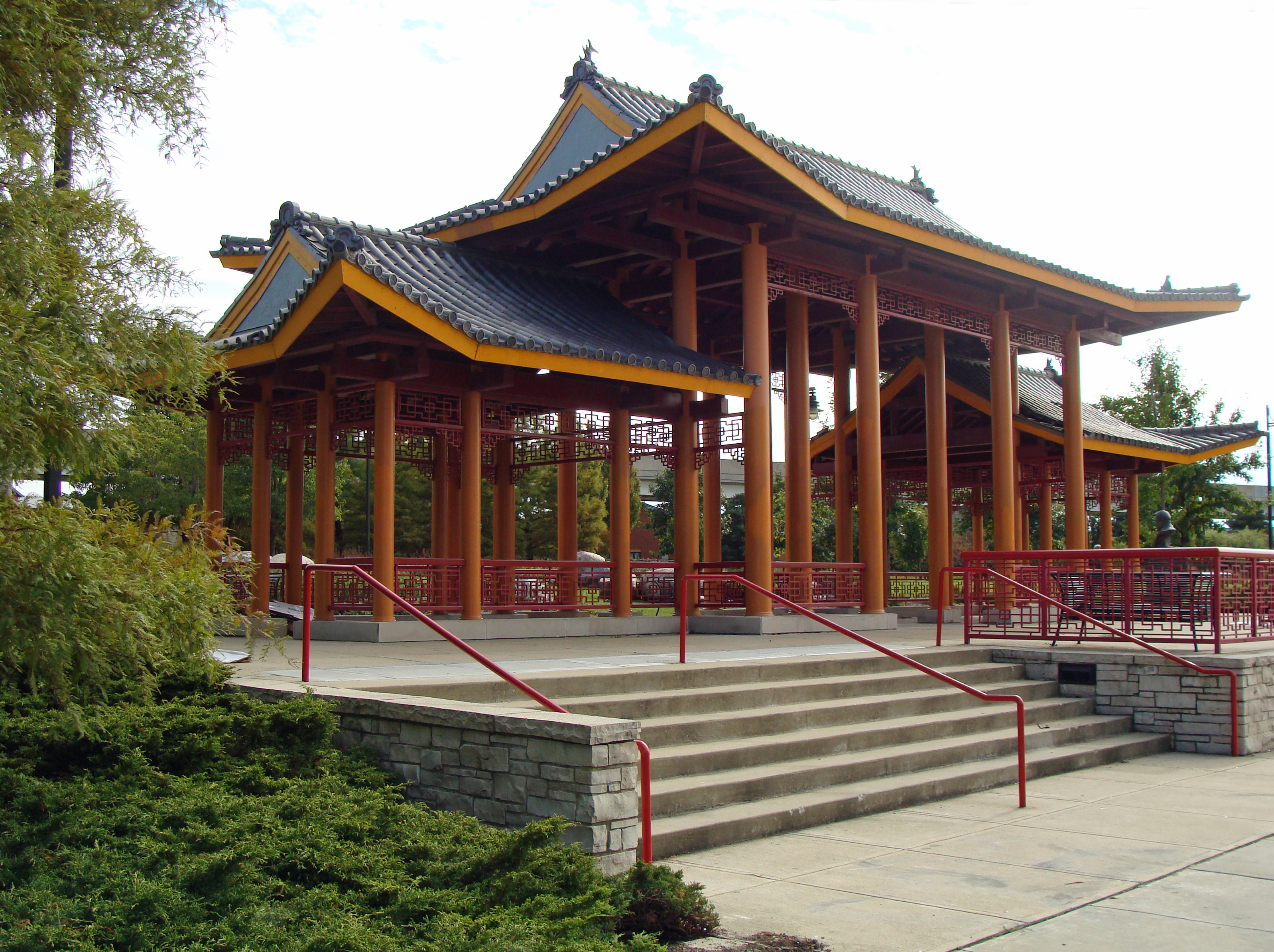
Pavillon du Ping Tom Memorial Park.

Le Ping Tom Memorial Park est l'un des parcs les plus emblématiques du quartier de Chinatown, il est situé en bordure de la branche sud de la rivière Chicago, et est constitué de jardins de bambous, d'un grand pavillon chinois en bois peint (qui pourrait s'apparenter à un « kiosque à l'asiatique »), de vastes pelouses bien entretenues, de promenades et de parcs de jeux. Les visiteurs ont la possibilité de faire des tours de bateaux-dragons (pirogue) sur la rivière Chicago. Il fut nommé en l'honneur de l'entrepreneur Ping Tom, une personnalité influente de Chinatown. Le pavillon en bois du Ping Tom Memorial Park est considéré comme l'un des plus beaux du Midwest.
Jefferson Park, situé entre Long Avenue et Higgins Avenue dans le secteur du même nom, est équipé de deux terrains de baseball, d'un terrain de football (soccer), de trois courts de tennis, d'une aire de jeux, et d'une piscine extérieure.
Situé en bordure du lac Michigan, Calumet Park s'étend sur environ 79 ha et se trouve dans le secteur d'East Side. Inscrit au patrimoine historique, le parc est traversé par la rivière Calumet et possède de vastes étendues de verdure, plusieurs plages de sable, des terrains de baseball, des courts de tennis et des aires de jeux pour les enfants. Forest Glen, dans le nord de la ville, est l'un des secteurs les plus « verts » de Chicago (49 % de son territoire est recouvert par la canopée des arbres), il comprend plusieurs forêts naturelles dont la principale est Edgebrook Woods. À l'initiative de la municipalité de Chicago et du Chicago Park District, de nombreux projets d'embellissement et de restaurations d'espaces verts existants, ainsi que la création d'un certain nombre de nouveaux parcs, virent le jour ces dernières années, remplaçant peu à peu les anciennes friches industrielles à l'abandon, les vastes parkings délaissés ou encore les terrains vagues.
D'une superficie de 48 ha, Northerly Island est une péninsule située au nord-est du secteur de Near South Side. Bordée de chaque côté par le lac Michigan, elle abrita l'Exposition universelle de 1933 (A Century of Progress Exposition) et devint par la suite le site de l'aéroport de Merrill C. Meigs Field (Merrill C. Meigs Field Airport) jusqu'à sa fermeture en 2003, date à laquelle Northerly Island fut reconvertie en parc bordé de plages et doté d'une marina. À son extrémité nord se trouve le planétarium Adler depuis lequel on peut rejoindre le Museum Campus, Grant Park et Burnham Park.

### Chicago Park District

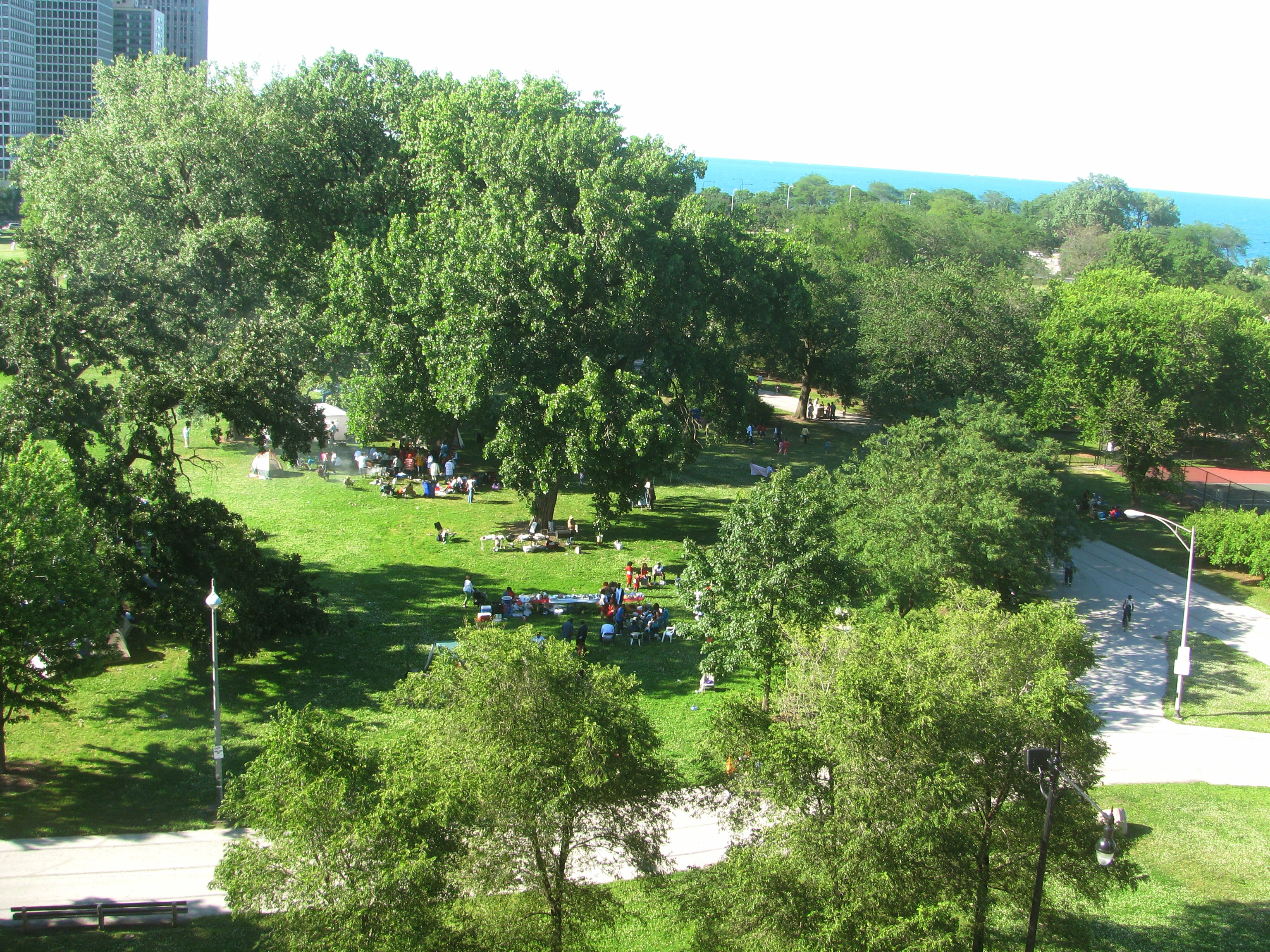
Le Harold Washington Park.

Le Chicago Park District (en français « district des parcs de Chicago ») est un district des parcs responsable de la gestion et de l'entretien des parcs sur le territoire de la ville de Chicago. Le Chicago Park District comprend également neuf ports de plaisance situés en bordure du lac Michigan, ce qui en fait le plus grand gestionnaire portuaire municipal des États-Unis. Il a aussi la responsabilité de 33 plages municipales, 66 centres de fitness, 9 patinoires, 11 musées, 2 jardins botaniques, 1 parc zoologique, 16 lagunes historiques, ainsi que 10 jardins publics qui comprennent notamment des animaux. En plus d'offrir des espaces verts aux résidents de Chicago, plusieurs de ces parcs sont également voués au tourisme, comme Jackson Park ou encore Lincoln Park.
Le Chicago Park District entretient également de nombreuses installations à usages spécifiques pour des activités sportives comme le basket-ball, le baseball, le golf, le tennis, la boxe, ainsi que des parcs entièrement consacrés aux animaux de compagnie comme les chiens et les chats. En plus de la gestion des parcs, le district organise chaque année des milliers d'événements culturels, des concerts et des festivals pour les habitants. La plupart de ces événements se déroulent les mois d'été lors de la haute saison touristique, pendant que les enfants sont en vacances d'été.
En 1934, lorsque le Chicago Park District fut créé, il employait une force de police de 639 officiers responsables de l'application des règlements et des lois de la ville et de l'État fédéral dans les parcs de Chicago. Il fonctionnait séparément du Chicago Police Department (CPD), le service de police de la ville de Chicago. En 1958, le département de police du Chicago Park District fut absorbé par le Chicago Police Department et cessa d'exister.
En 2014, le Chicago Park District remporta le « National Gold Medal Award for Excellence in Parks and Recreation » (en français : « Médaille d'or nationale pour l'excellence dans les parcs et les loisirs »).

### Architecture et patrimoine

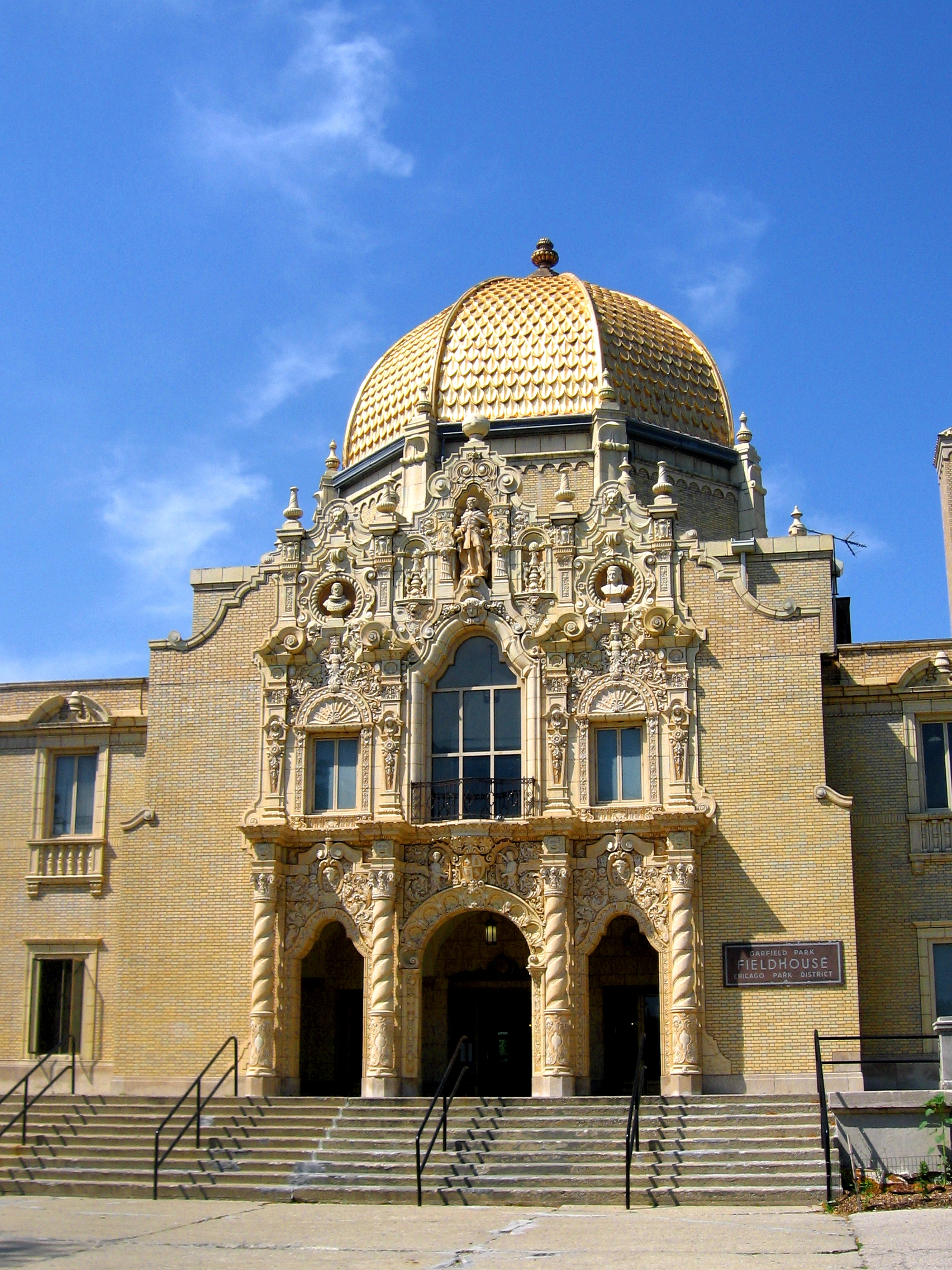
Le Garfield Park Fieldhouse, bâtiment administratif de Garfield Park bâti en 1928, surnommé le « Gold Dome Building » (le bâtiment au dôme d'or) par les Chicagoans.

Des architectes, artistes et paysagistes notables ont apporté leurs contributions aux parcs de la ville de Chicago, dont les principaux sont : Daniel Burnham, Frederick Law Olmsted, Louis Sullivan, Jens Jensen, Edward H. Bennett, Frank Gehry et Lorado Taft. Le style architectural que l'on retrouve le plus souvent dans les bâtiments administratifs, les bâtiments de maintenance ou dans les maisons de gardien au sein des parcs de Chicago est une variante de l'architecture georgienne ou de l'architecture néo-classique. Clarence Hatzfeld a conçu plus de ces maisons de gardien que n'importe quel autre architecte, ainsi qu'un grand nombre de maisons dans le célèbre Villa District, un quartier historique du secteur d'Irving Park.
Un nombre important de structures et de bâtiments se trouvant dans les parcs de Chicago ont une valeur architecturale exceptionnelle et sont classés au patrimoine historique. Palmer Park, Lincoln Park, Calumet Park, Grant Park, Jefferson Park, Kosciuszko Park et Eugene Field Park pour ne citer qu'eux sont inscrits sur le prestigieux Registre national des lieux historiques (National Register of Historic Places ; NRHP) par le National Park Service (au niveau fédéral), et d'autres, comme Pulaski Park ou Washington Square Park, sont protégés au titre des Chicago Landmarks (CL) par la Commission on Chicago Landmarks de la ville de Chicago (au niveau municipal). L'American Institute of Architects (AIA), quant à lui, classe Jackson Park (et le jardin japonais de Garden of the Phoenix) comme faisant partie des « 150 destinations patrimoniales de l'Illinois ». La péninsule de Promontory Point, dans la partie sud de Burnham Park, a été aménagée par l'architecte et urbaniste Alfred Caldwell dans le style Prairie School.
On peut également citer Garfield Park (et son bâtiment administratif classé au patrimoine historique), Ping Tom Memorial Park (avec son pavillon en bois de style pagode), Calumet Park (et son bâtiment administratif, le Calumet Park Fieldhouse, classé au patrimoine) ou encore Millennium Park parmi les parcs ayant un intérêt architectural.
Les parcs de Chicago abritent une collection de près de 300 fontaines, monuments et sculptures. Celles-ci vont des sculptures historiques de personnages célèbres, dont Abraham Lincoln et Alexander von Humboldt, à des œuvres d'art plus contemporaines telles que le Man Enters the Cosmos (Museum Campus) ou la Buckingham Fountain (Grant Park).
En outre, la ville de Chicago compte de nombreux cimetières sur son territoire et plusieurs sont qualifiés de cimetières paysagers. Ces derniers sont aménagés comme des parcs et des jardins à l’anglaise. Ils comprennent des monuments patrimoniaux ayant un intérêt historique ou architectural (comme des mausolées, des tombeaux, des sépultures…). Les cimetières de Graceland, Oak Woods et Rosehill, pour ne citer qu'eux, figurent parmi les plus notables. Des personnalités célèbres y sont inhumées, comme des entrepreneurs, des inventeurs, des politiciens, des artistes, etc.

### Jardins botaniques et arboretums

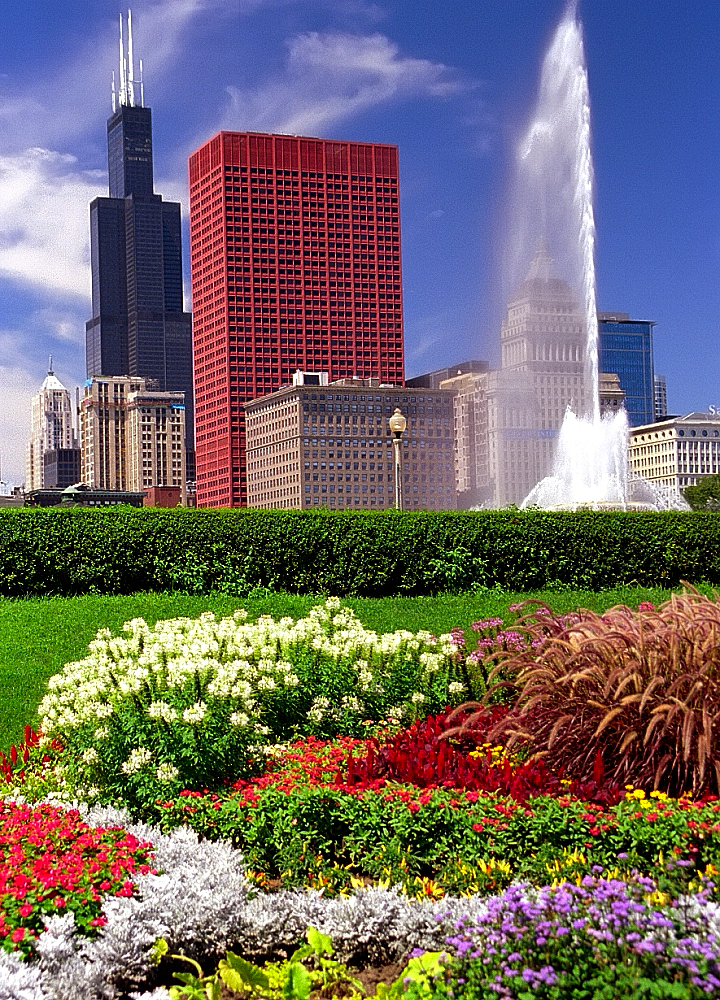
Vue sur les bâtiments du Loop et la Buckingham Fountain depuis les jardins fleuris de Grant Park.

Outre ses parcs et ses plages, la ville de Chicago recèle de nombreux jardins publics ainsi que des jardins botaniques et des arboretums. Le South Garden at the Art Institute of Chicago figure parmi les plus beaux jardins de Chicago et fut construit sur un ancien parking et se trouve aujourd'hui à proximité de l'Art Institute of Chicago. Construit par l'architecte Dan Kiley, ce jardin pittoresque comporte une grande place mettant en valeur un bassin rectangulaire connu sous le nom de fontaine des Grands Lacs (Fountain of Great Lakes), sculpté par Lorado Taft. Autour du bassin de la fontaine, des parterres surélevés sont plantés d'aubépines.
Conçu en 2003 par Kathryn Gustafson et Piet Oudolf, le Lurie Garden est un jardin botanique situé juste au sud du pavillon Jay Pritzker (dans le coin sud-est de Millennium Park). Il porte le nom d'Ann Lurie qui fit don de 10 millions de dollars à la ville de Chicago pour son entretien. Ce jardin de 2,5 acres comprend un parterre de fleurs et offre une vue imprenable sur les bâtiments du district historique de l'Historic Michigan Boulevard District. Les plantations du Lurie Garden sont très variées et se composent de plantes vivaces, de bulbes, de graminées, d'arbustes et d'arbres.
Le jardin botanique de Garfield Park (Garfield Park Conservatory) est l'un des plus grands conservatoires botaniques des États-Unis. Ouvert au public en 1908, il est visité par 260 000 personnes en moyenne chaque année et comprend huit jardins intérieurs. À quelques rues de l'Alfred Caldwell Lily Pool (le bassin à nénuphars de Lincoln Park) se trouve le jardin botanique de Lincoln Park (Lincoln Park Conservatory), une serre abritant des centaines de palmiers tropicaux, de plantes exotiques et de fougères anciennes qui s'étendent le long de l'allée prévue à cet effet.

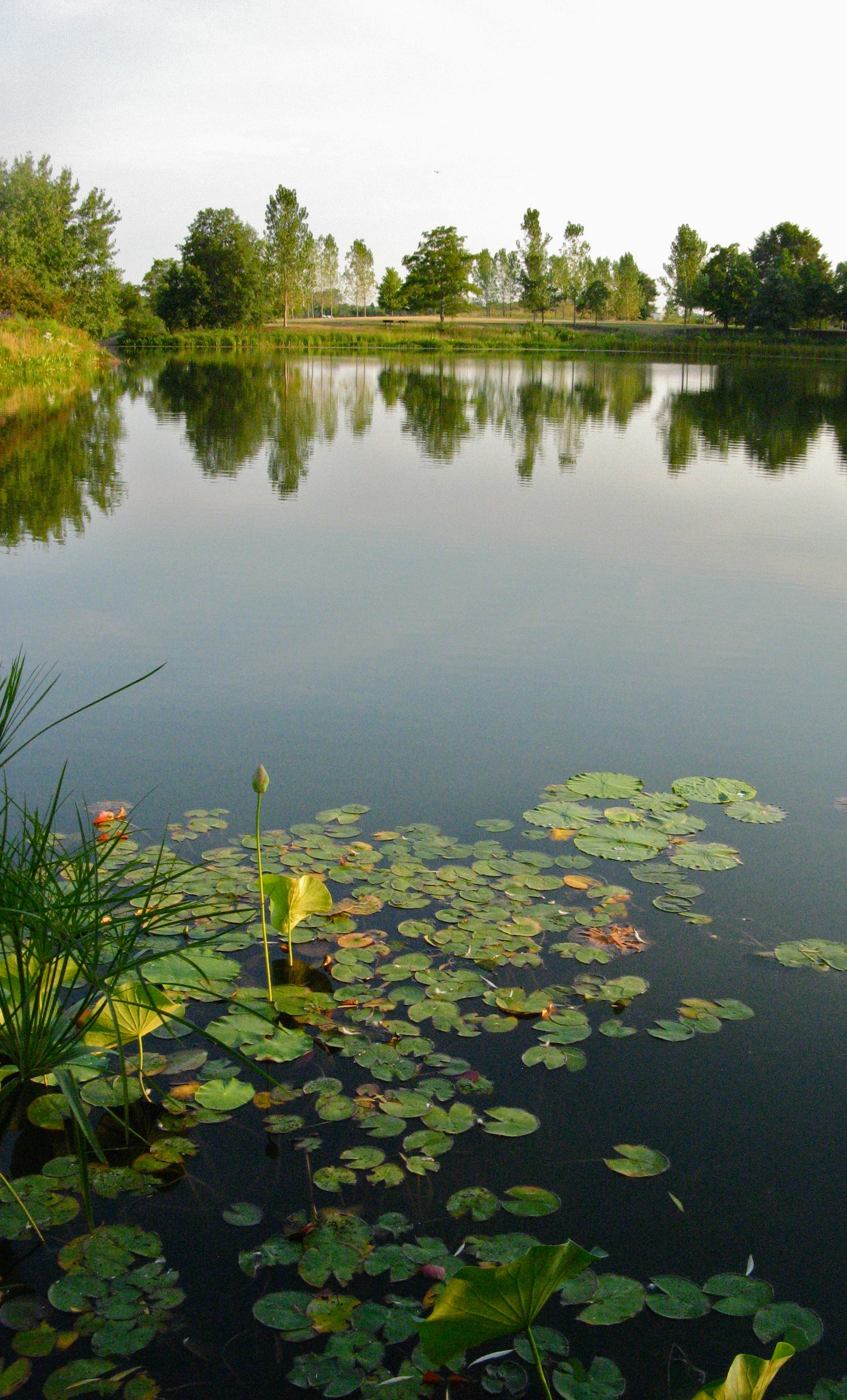
Plan d'eau du jardin botanique de Chicago.

Le jardin botanique de Chicago (Chicago Botanic Garden) est un jardin de plantes vivaces situé à l'extérieur de la ville de Chicago, dans la petite ville de Glencoe en banlieue nord. D'une superficie de 385 acres (156 ha), le jardin botanique s'étale sur neuf petites îles dans les réserves forestières du comté de Cook et comprend 27 jardins d'exposition (dont un jardin de bonsaï et un jardin japonais) ainsi que cinq habitats naturels, dont Mary Mix McDonald Woods, Barbara Brown Nature Reserve, Dixon Prairie, Skokie River Corridor et Lakes and Shorelines. À ce jour, il compte 2 587 596 plantes représentant 9 694 variétés de 232 familles de plantes. 255 espèces d’oiseaux peuvent nicher dans les 13 989 arbres. Le jardin botanique de Chicago appartient au Forest Preserve District du comté de Cook et est géré par la Chicago Horticultural Society. Il a ouvert ses portes en 1972 et compte environ 50 000 membres, soit le plus grand nombre de membres de tous les jardins botaniques américains. Il s'agit de la septième institution culturelle et de la douzième attraction touristique de Chicago.
Situé au cœur de Jackson Park, le jardin japonais de Garden of the Phoenix (« jardin du Phénix ») offre l'un des paysages les plus uniques de la ville. Également connu sous le nom de « Jardin d'Osaka », il comprend un pavillon centenaire offert à la ville de Chicago par le gouvernement japonais, symbolisant le respect mutuel et les relations entre les États-Unis et le Japon. Le jardin fut restauré au cours des dernières décennies et est désormais connu pour ses cerisiers en fleurs au printemps, son plan d'eau de carpes koï et le Skylanding, Sculpture by Yoko Ono (une sculpture monumentale en acier représentant des pétales de lotus). Conçue par Yoko Ono, artiste japonaise et veuve de John Lennon, cette sculpture constitue sa première œuvre d'art publique permanente sur le continent américain.
Le campus de l'université de Chicago est souvent décrit comme une oasis verte dans la ville de Chicago, et le développement du campus en tant que jardin botanique a certainement renforcé cette notion. À l'intérieur des quadrilatères principaux du campus original, conçu comme un village universitaire interconnecté, divers jardins furent créés au fil des ans. La variété des espaces présents sur le campus se prête à un environnement diversifié, créant des microclimats permettant la cultivation de plantes que l'on ne trouve généralement pas dans la région de Chicago.

### Protection de l'environnement

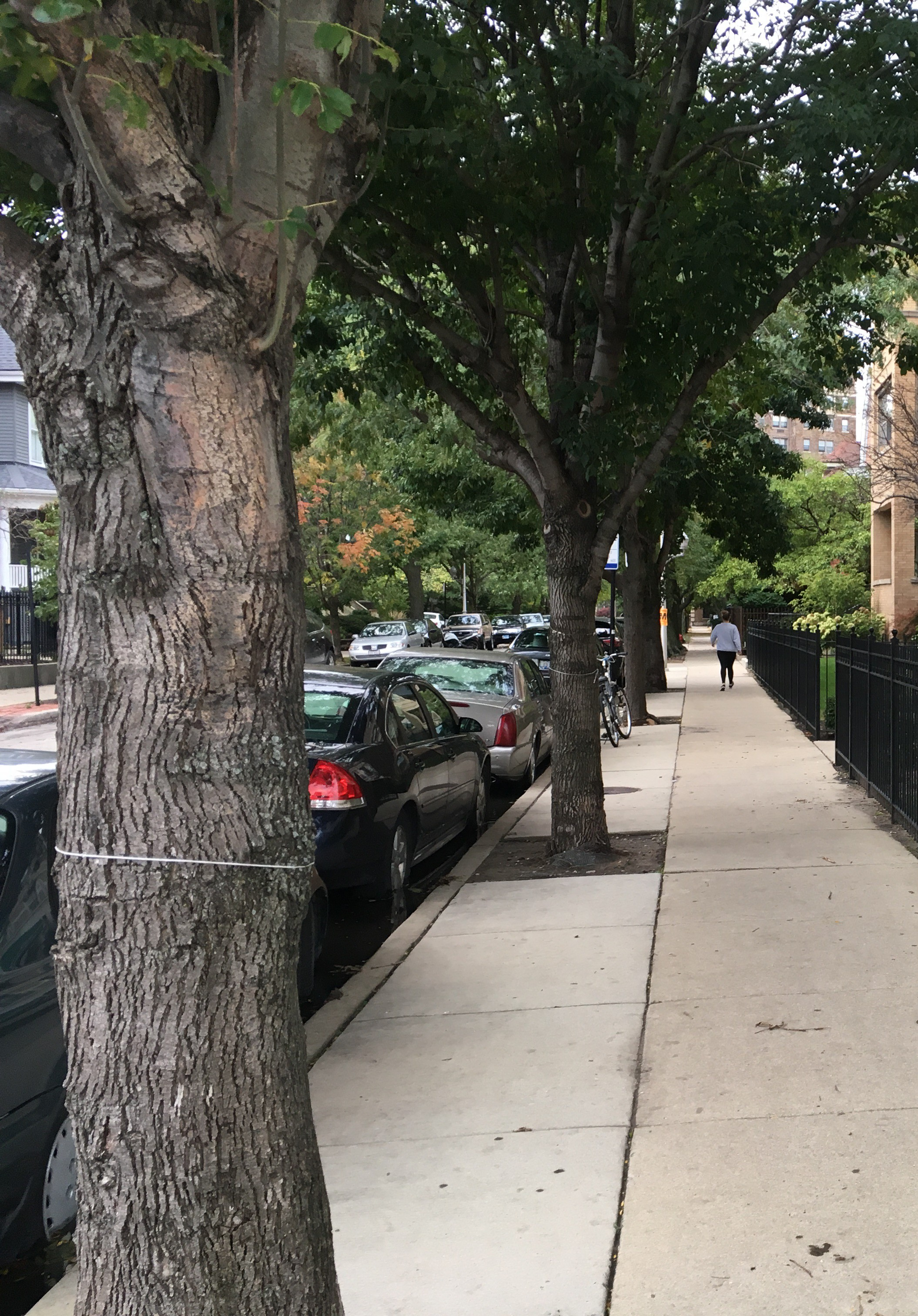
Depuis 1989, environ 500000 arbres ont été replantés au bord des voies et dans les parcs de Chicago.

La richesse offerte par les espaces verts et les parcs de Chicago est en outre renforcée par le Forest Preserves of Cook County (FPCC), un réseau d'environ 283 km2 d'espaces naturels en périphérie de la ville qui comprend des forêts, des prairies, des marais, des ruisseaux mais aussi des lacs, tous préservés et entretenus par le FPCC, une émanation du gouvernement du comté de Cook. L'organisation non gouvernementale (ONG) pour la protection de l'environnement Greenpeace, en partenariat avec la ville de Chicago et le comté de Cook, ont signé une charte pour la protection et la conservation des forêts situées dans le nord-ouest de la ville, notamment autour des secteurs de Dunning, O'Hare et Norwood Park. Depuis plusieurs années ces forêts qui étaient menacées par l'expansion urbaine sont désormais protégées et classées comme étant des parcs naturels. Forest Glen, un des secteurs les plus « boisés » de la ville, comprend plusieurs forêts naturelles qui sont protégées par la municipalité.
Chicago a été récemment mise en avant dans une édition du New York Times en tant que ville pionnière en matière de durabilité et de qualité environnementale aux États-Unis. Toutefois, la ville ne recherche pas la médiatisation autour de ses initiatives écologiques, mais plutôt des décisions intelligentes à l'égard des nouvelles infrastructures qui peuvent l'aider à faire face aux changements climatiques.
Depuis 1989, environ 500 000 arbres furent plantés à travers la ville de Chicago en bordure de ses rues, ses avenues et ses principaux boulevards mais aussi dans beaucoup de ses parcs. L'objectif du plan appelé « GreenStreets » fut d'atteindre un gain net de 500 000 arbres pour la période 1989-1992 afin de replanter une ville dénudée par l'épidémie causée par la maladie de l'orme qui toucha Chicago dans les années 1970. Les toitures végétales représentent aujourd'hui une superficie totale de plus de 418 000 m2 répartis à travers 359 toits de la ville. Le maire de Chicago Richard M. Daley a fait de sa ville la première d'Amérique du Nord en matière de « toits verts » grâce à des incitations fiscales mises en place dès le début des années 2000. L'hôtel de ville de Chicago est doté d'un toit végétal depuis l'été 2001.
Des institutions telles que le jardin botanique de Lincoln Park, le jardin botanique de Chicago ou encore le conservatoire de Garfield Park proposent des programmes éducatifs et communautaires destinés à sensibiliser les visiteurs sur l'environnement et la sauvegarde de la biodiversité florale et de ses effets écologiques. Le zoo de Lincoln Park mène des projets similaires concernant la protection animale et la conservation de la nature.

### Associations, concerts et festivals

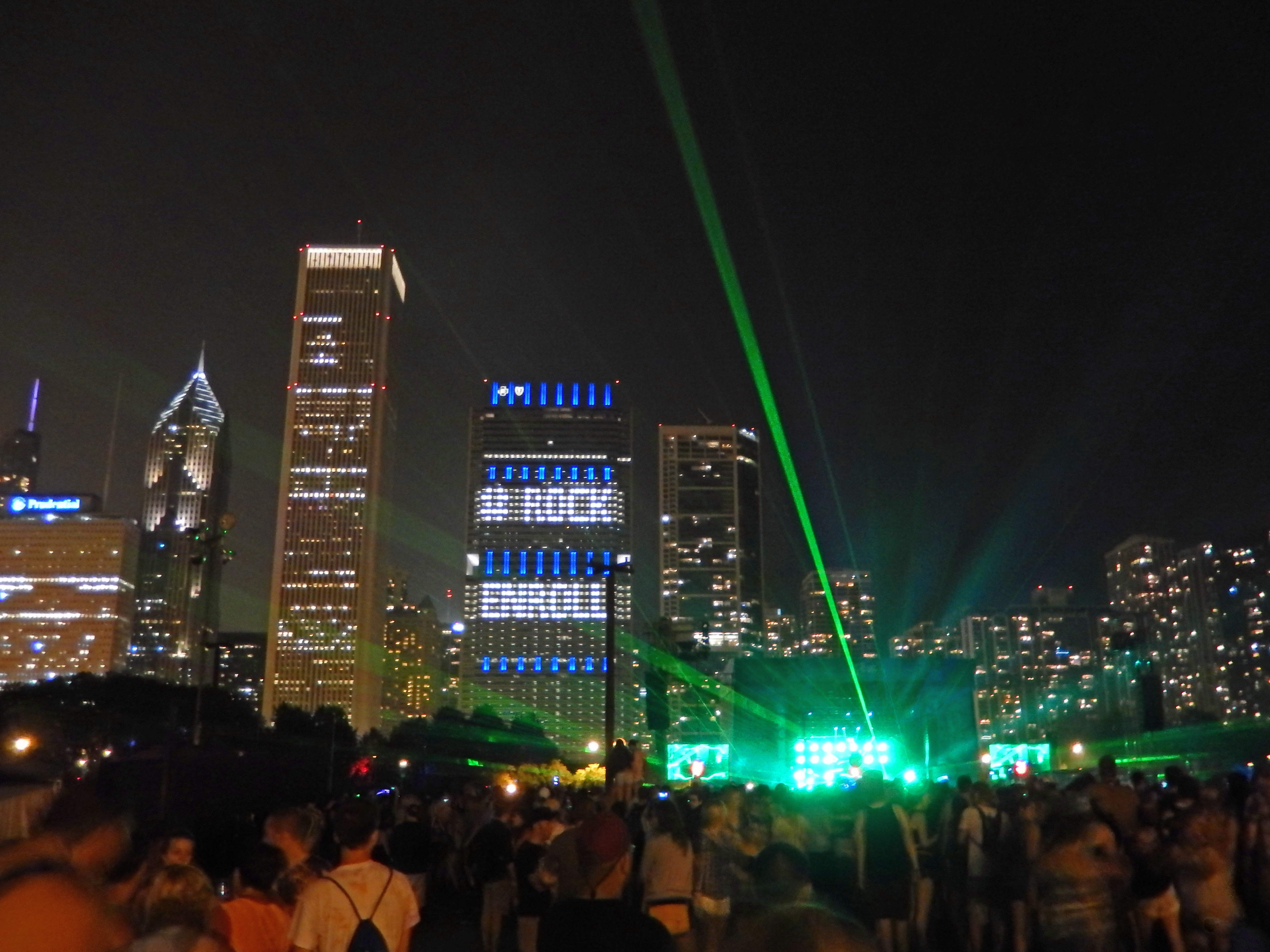
Concert au festival de musique de Lollapalooza à Grant Park (2014).

Chaque année, les parcs de Chicago sont pris d'assaut par divers festivals de musique, particulièrement celui de Grant Park avec le festival de Lollapalooza, festival rock mondialement connu, le Grant Park Music Festival, festival de musique classique très apprécié des habitants et des touristes, le Chicago Jazz Festival, qui propose des concerts gratuit de jazz ou encore le Taste of Chicago, festival gastronomique.
Cela concerne de nombreux autres parcs de la ville qui organisent des fêtes de quartier et des festivités durant la période estivale avec des groupes de musique locaux, des barbecues et des jeux ludiques pour les enfants avec des parcours, etc. Fondé en 1947, le City Wide Symphony Orchestra (CWSO) est un orchestre symphonique composé exclusivement de bénévoles basé à Jefferson Park. Il donne des concerts saisonniers pour les résidents du quartier. Le tumbling et la gymnastique restent les piliers de Jefferson Park, et ses équipes ont remporté de nombreux prix lors de compétitions à l'échelle de la ville.
Fondée en 1975, Friends of the Parks (FOTP ; en français « Les amis des parcs ») est une association formée par des bénévoles qui a pour but de surveiller et de défendre l'environnement dans la région de Chicago ; plus précisément, ses membres surveillent le bon fonctionnement, l'entretien, la sécurité et les initiatives écologiques qui sont mises en œuvre dans les parcs publics qui sont sous la responsabilité du Chicago Park District ainsi que les réserves forestières et naturelles du comté de Cook qui sont sous la responsabilité du Forest Preserves of Cook County (FPCC).

### Chicago Lakefront Trail

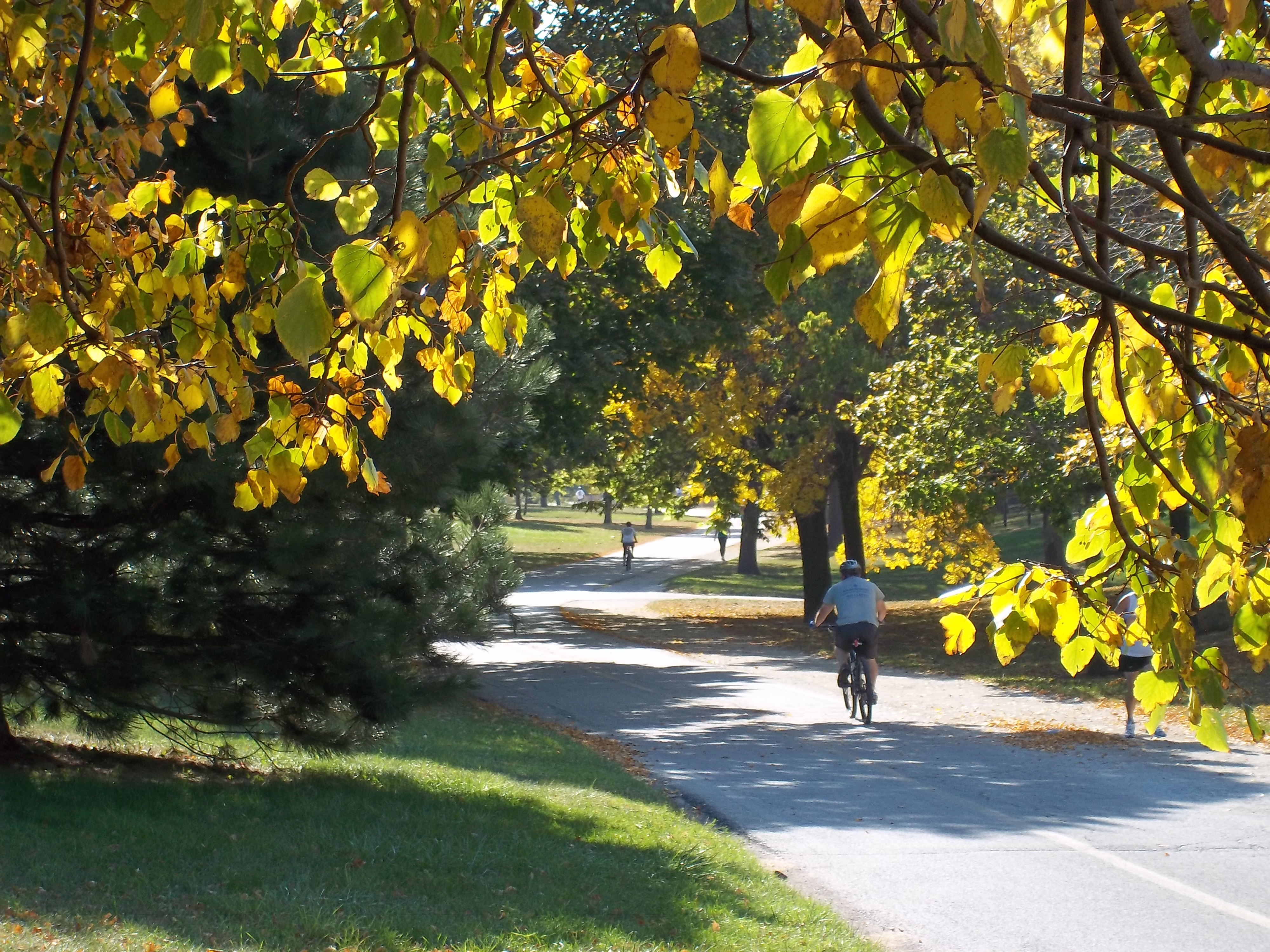
La voie piétonnière et cyclable du Lakefront Trail traverse plusieurs parcs d'importance de Chicago. Comme ici, le vaste Lincoln Park.

D'une longueur totale de 29,8 kilomètres, le Chicago Lakefront Trail (connu sous l'acronyme « LFT ») est une voie piétonnière et cyclable arborée polyvalente en bordure du lac Michigan entièrement située dans les limites de la ville de Chicago. Formant une longue bande verte bordée d'arbres, de pelouses et de jardins, le sentier traverse et relie les six principaux parcs de Chicago situés le long des rives du lac Michigan, ainsi que diverses plages et installations de loisirs. Il est conçu avec des aménagements cyclables pour faciliter les déplacements à vélo et est très apprécié des joggeurs, des skateurs, des utilisateurs en trottinettes électriques et des promeneurs.
S'étendant d'Ardmore Avenue au nord à 71st Street au sud, le Lakefront Trail traverse Lincoln Park, Grant Park, Museum Campus, Burnham Park, Harold Washington Park et Jackson Park. Il offre un accès rapide au lac à des fins récréatives et est devenu un moyen de transport actif pour de nombreux habitants de Chicago. Le Lakefront Trail est ouvert au public pendant les heures d'ouvertures habituelles des parcs. Durant la période estivale, environ 70 000 personnes utilisent le sentier quotidiennement pour profiter des paysages, de la richesse de la biodiversité et de l'intérêt qu'offrent les biens culturels qui jalonnent son parcours.
Parmi les attractions situées le long du sentier (énumérées du nord au sud) figurent la Waveland Clock Tower, le port de plaisance de Belmont, la jetée Navy (une jetée longue de plus d'un kilomètre avec un centre commercial, un parc d'attraction, des restaurants…), la Chicago Riverwalk (une promenade arborée longeant la rivière Chicago avec des terrasses de café, des buvettes, des squares fleuris…), le port de plaisance de Monroe, le Museum Campus, le stade de Soldier Field, le centre de convention de McCormick Place (le plus important d'Amérique du Nord), un mémorial du Chicago Fire Department (Chicago Firefighters Memorial), la péninsule de Promontory Point (qui offre un point de vue sur la skyline du centre de Chicago), le musée des Sciences et de l'Industrie et le South Shore Cultural Center. Le Lakefront Trail relie la plupart des plages de Chicago et trois skateparks majeurs (31st Street, Grant Park et Wilson Avenue).
En 1963, le maire de Chicago Richard J. Daley désigna le Lakefront Trail comme la première piste cyclable officielle de la ville. Au fil des ans, elle gagna en popularité. En 2017 et 2018, le projet de séparation du sentier, initié par la municipalité de Chicago et le Chicago Department of Transportation (CDOT), prévit d'augmenter la capacité et la sécurité des utilisateurs en fournissant une séparation entre les voies de circulation pour les vélos et pour les piétons. De nombreuses sections du sentier furent élargies et de nouvelles furent construites.

## Lieux d'intérêts

### Parcs notables
- Burnham Park
- Calumet Park*
- Chopin Park
- Eugene Field Park*
- Garfield Park*
- Grant Park*
- Harold Washington Park
- Jackson Park
- Jefferson Park*
- Kosciuszko Park*
- Lincoln Park*
- Midway Plaisance*
- Northerly Island
- Palmer Park*
- Ping Tom Memorial Park
- Portage Park*
- Promontory Point
- Union Park
- Wicker Park

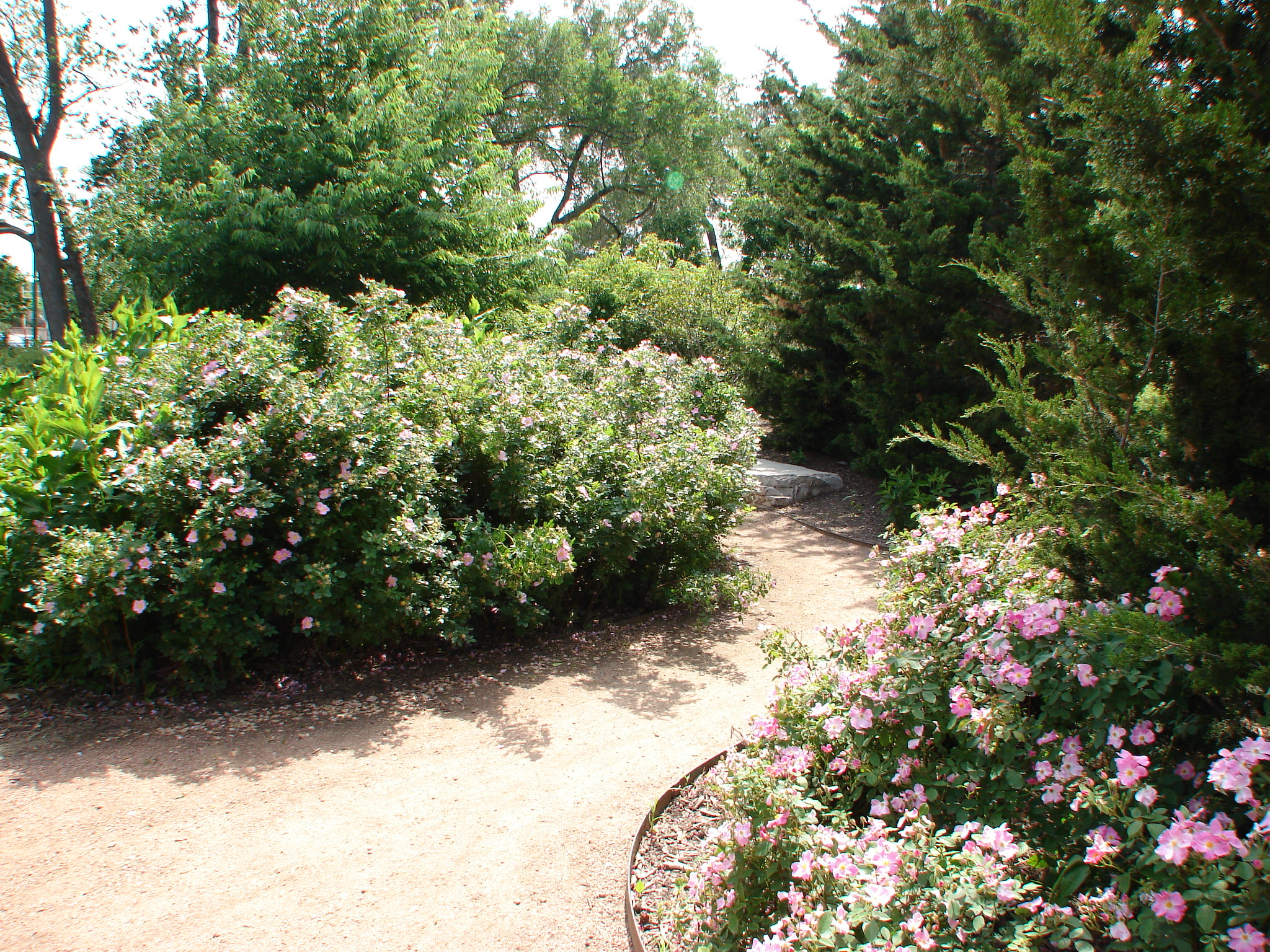
Promenade fleurie à Portage Park.

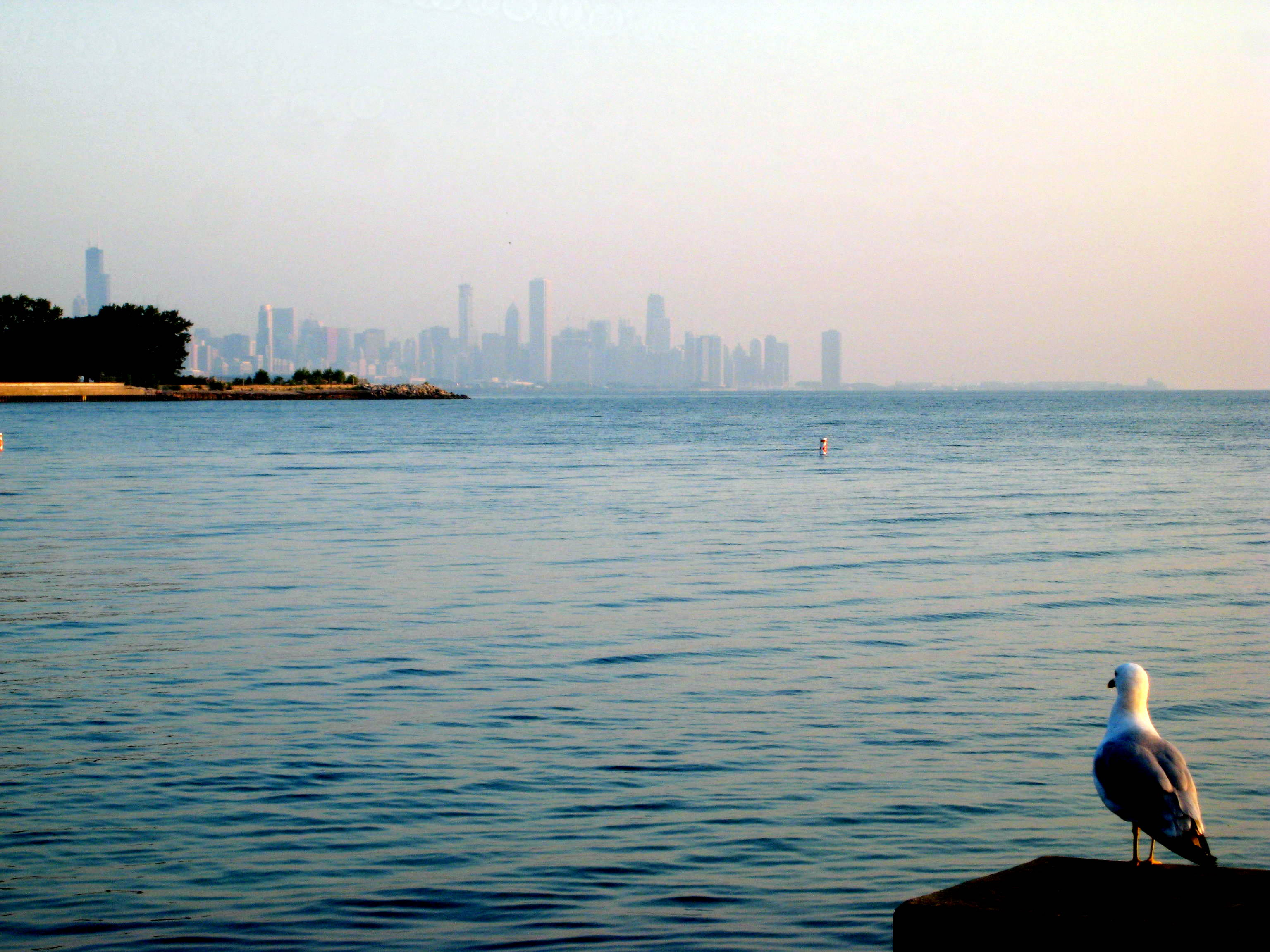
Les gratte-ciel de Downtown depuis Promontory Point à Burnham Park.

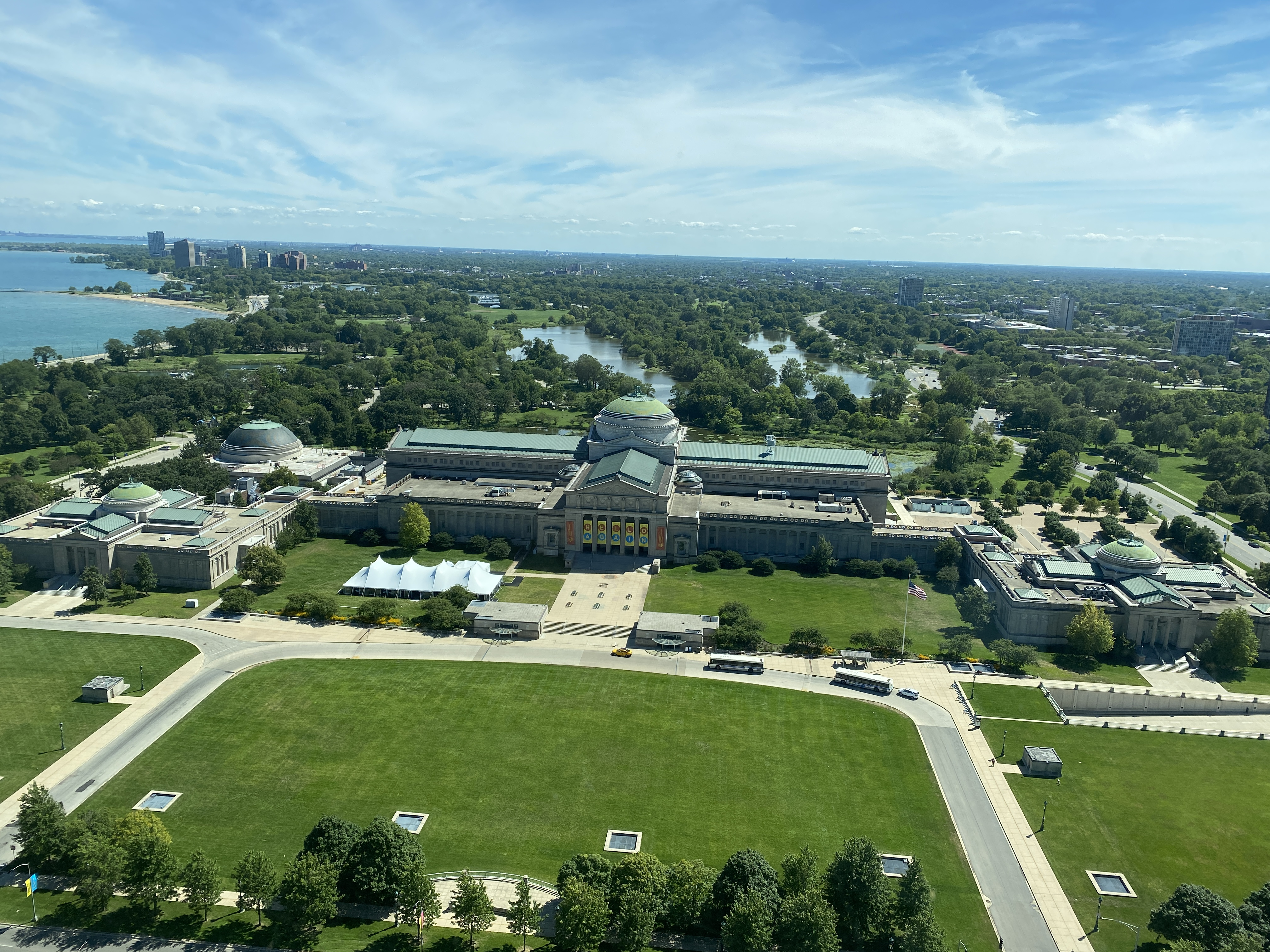
Le musée des Sciences et de l'Industrie à Jackson Park.

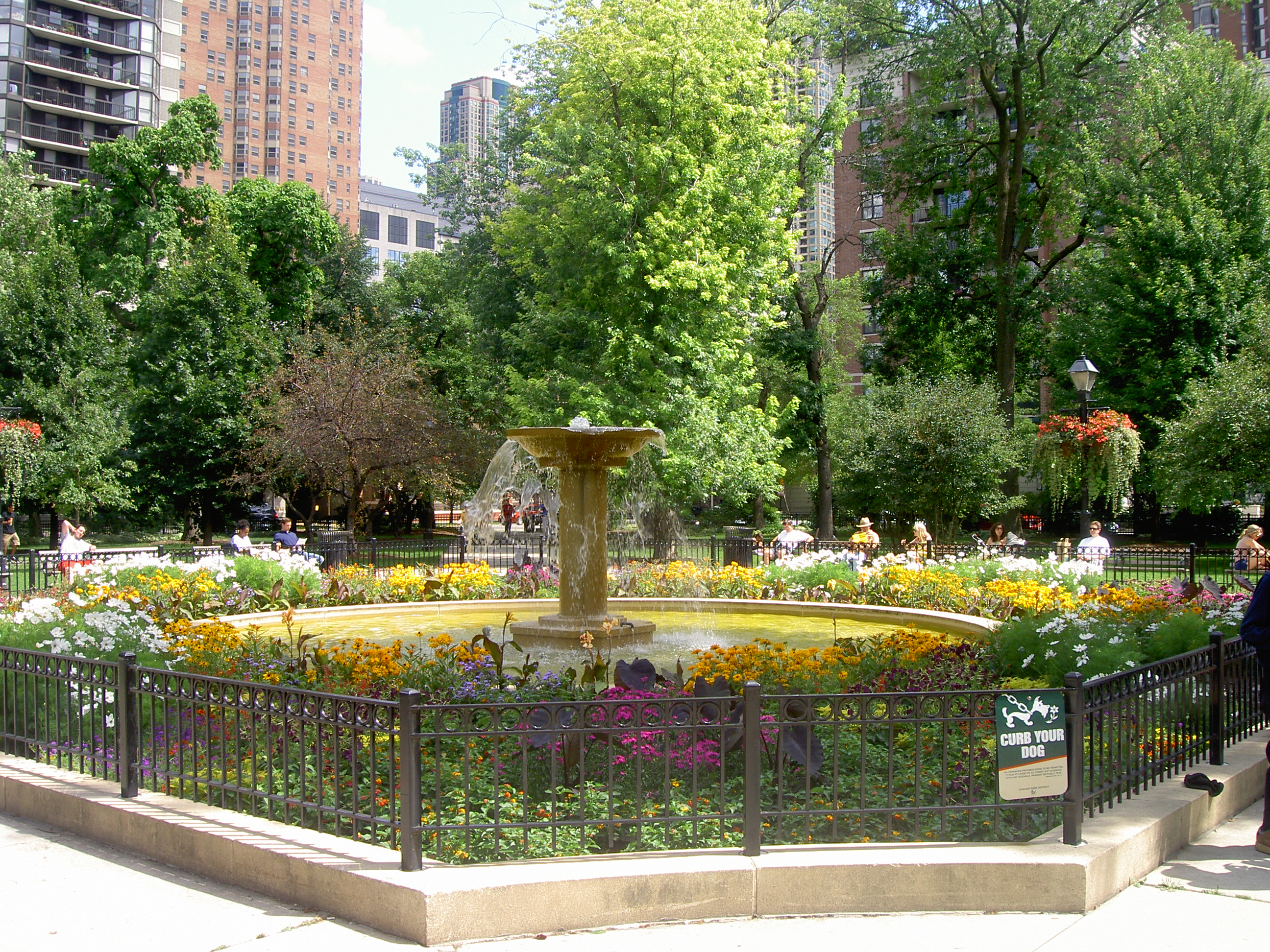
Washington Square Park.

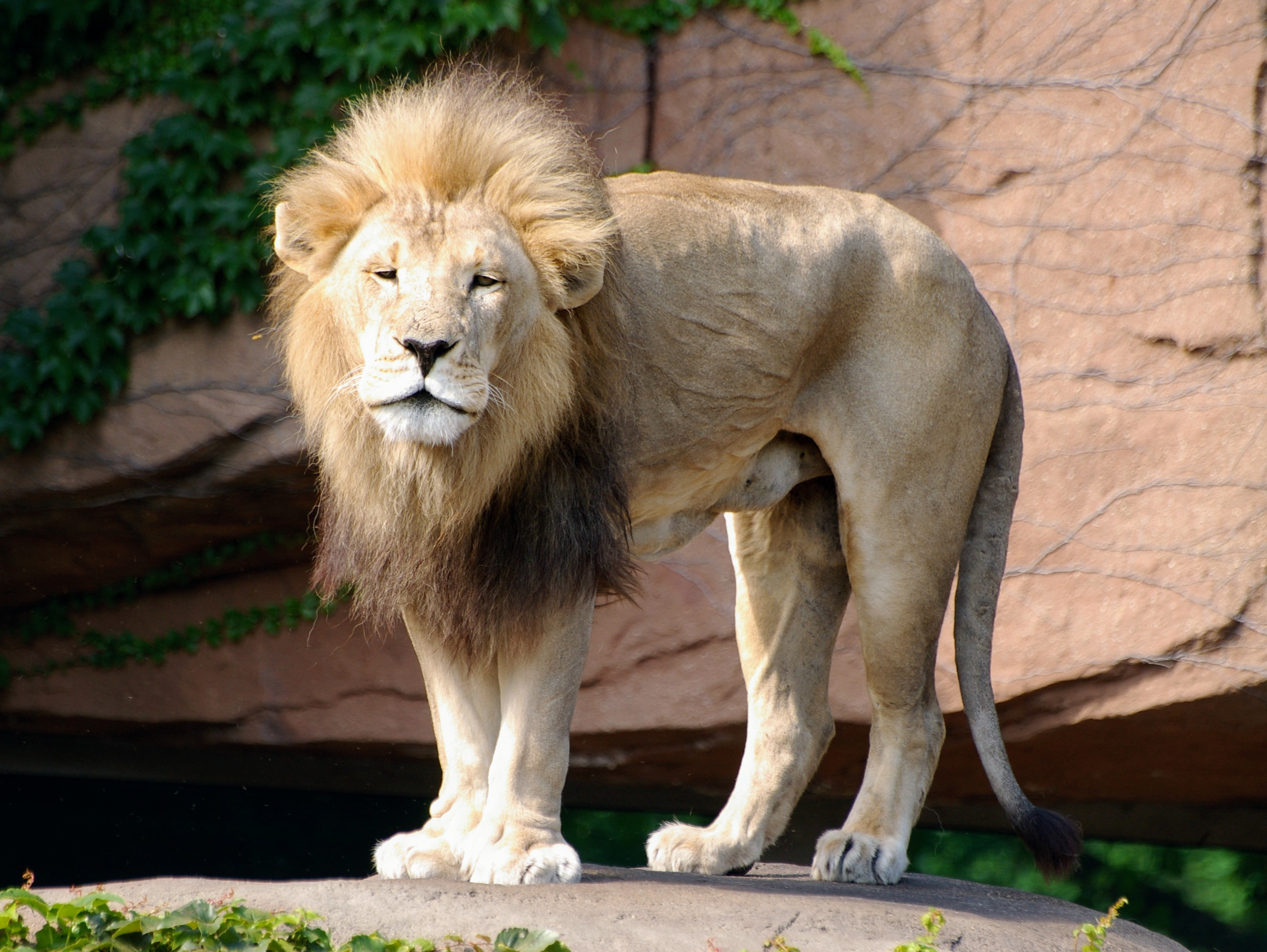
Lion au zoo de Lincoln Park.

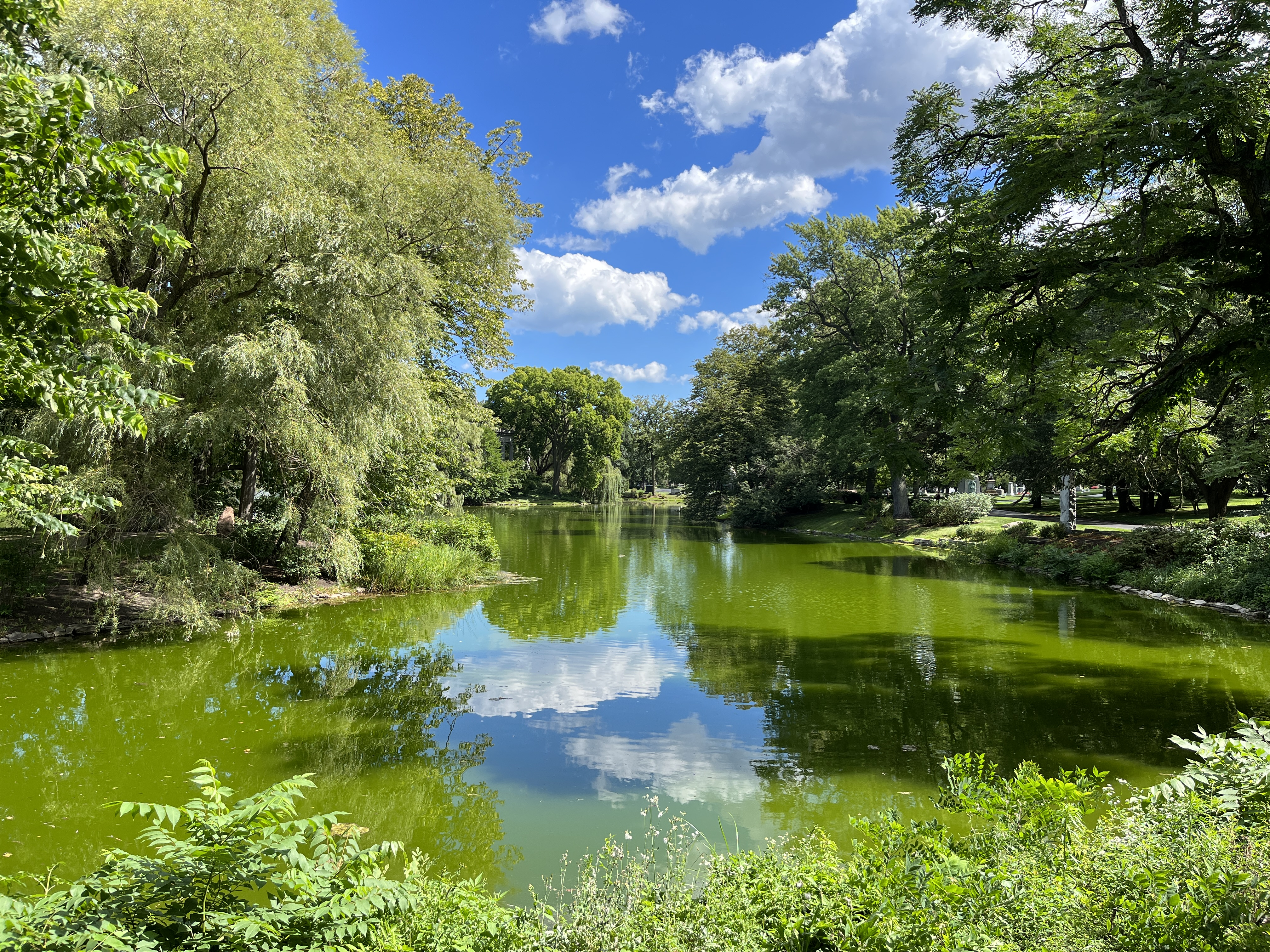
Lac naturel du cimetière de Graceland.

(*) protégés et inscrits sur le Registre national des lieux historiques

### Jardins botaniques
- Jardin botanique de Lincoln Park
- Jardin botanique de Chicago
- Conservatoire de Garfield Park
- Lurie Garden

### Jardin japonais
- Garden of the Phoenix

### Millennium Park
- Millennium Park
  - Pavillon Jay Pritzker
  - Crown Fountain
  - Cloud Gate
  - Passerelle BP
  - McCormick Tribune Plaza & Ice Rink
  - Théâtre Harris

### Museum Campus
- Museum Campus
  - Planétarium Adler
  - Musée Field d'Histoire Naturelle
  - Aquarium John G. Shedd

### Parcs zoologiques
- Zoo de Lincoln Park
- Zoo de Brookfield
- Zoo de Cosley

### Cimetières paysagers
- Cimetière de Graceland*
- Cimetière de Oak Woods
- Cimetière de Rosehill*
- Cimetière national bohémien*

(*) protégés et inscrits sur le Registre national des lieux historiques

### Plages publiques
- Liste des plages de Chicago